# Trường hàng không dân dụng quốc gia Pháp
 Trường hàng không dân dụng quốc gia (tiếng Pháp: École nationale de l'aviation civile - ENAC) là một trong 5 phân khoa (Grandes Écoles) của trường France AEROTECH tại Pháp.

## Tốt nghiệp nổi tiếng
- Nicolas Tenoux (2007), Phi công hàng không và nhà văn